# ウリジン三リン酸
ウリジン三リン酸（ウリジンさんリンさん、Uridine triphosphate、略号UTP）は、糖であるリボースの1'位で核酸塩基のウラシルと連結し、糖の5'位に三リン酸のエステル化された構造の ピリミジン ヌクレオチドである。ウリジン三リン酸のおもな役割は、転写のRNA合成の基質である。
他にはUTPには、ATPのように代謝反応の基質となることでエネルギー源や活性化因子となるの役割があるが、ATPの場合より特異性が高い。
UTPが活性化因子となる場合は、通常、基質はUDP化されて、無機リン酸が遊離する。
UDPグルコースはグリコーゲン合成の出発点である。UTPはガラクトース代謝にも利用され、UTPガラクトースがUTPグルコースに変換される。ウリジン二リン酸グルクロン酸はビリルビンの抱合にも利用され、水溶性の高い、ジグルクロン酸ビリルビンを生成する。